# Naturschutzgebiet Almetal (Extertal)
Das Naturschutzgebiet Almetal (Extertal) liegt auf dem Gebiet der Gemeinde Extertal im Kreis Lippe in Nordrhein-Westfalen.

## Lage
Das aus zwei Teilflächen bestehende Gebiet erstreckt sich nördlich, westlich und südwestlich von Almena, einem Ortsteil von Extertal, und westlich und nordwestlich von Lüdenhausen, einem Ortsteil der Gemeinde Kalletal, entlang der Alme, eines linken Zuflusses der Exter.

## Bedeutung
Das etwa 92,3 Hektar große Gebiet mit der Schlüssel-Nummer LIP-076 steht seit dem Jahr 2007 unter Naturschutz.